# Diphtheroptila
Diphtheroptila là một chi bướm đêm thuộc họ Gracillariidae.

## Các loài
- Diphtheroptila brideliae Vári, 1961
- Diphtheroptila ochridorsellum (Meyrick, 1880)
- Diphtheroptila oxyloga (Meyrick, 1928)